# تنظيف في المكان

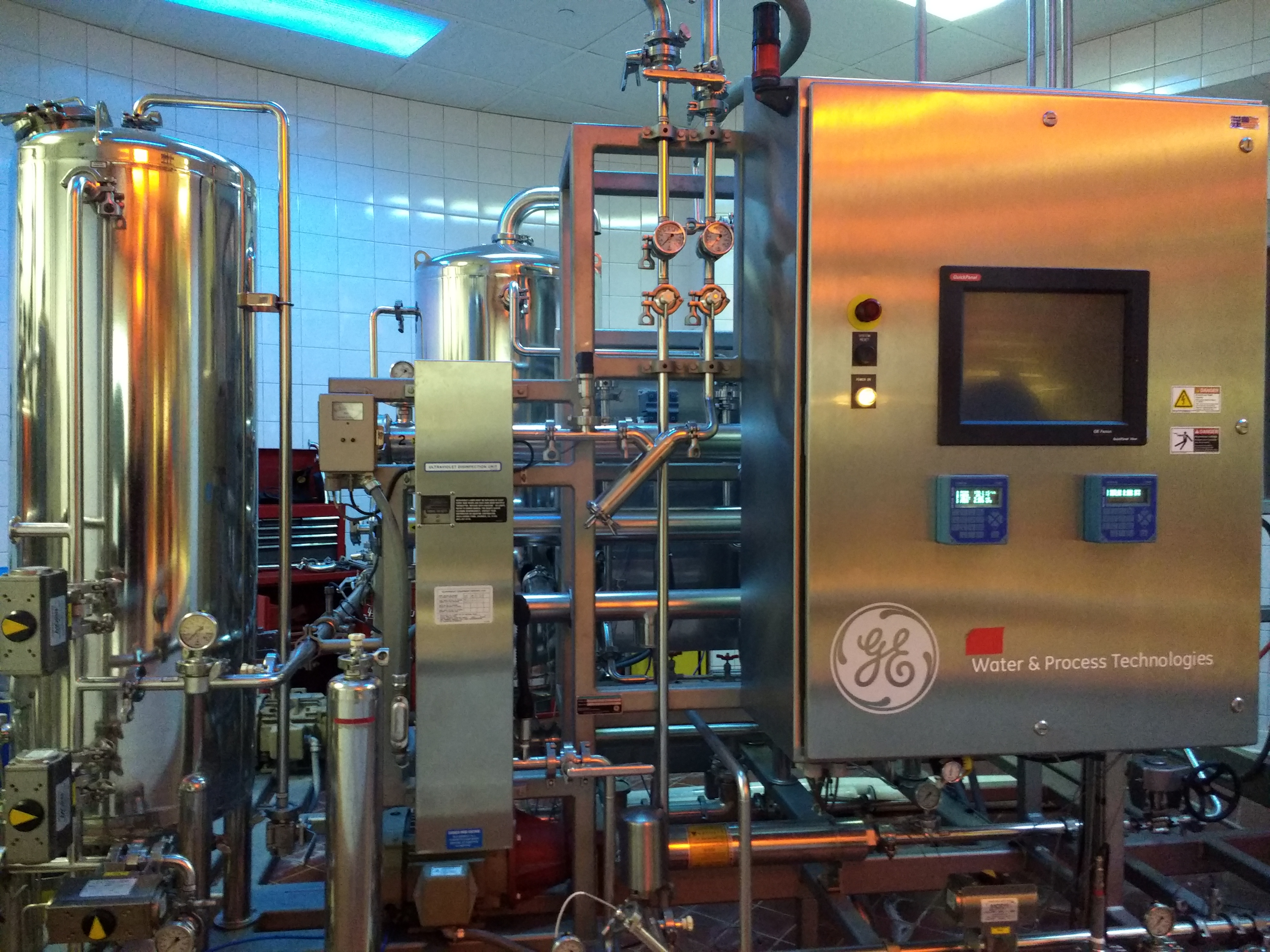
وحدة (تنظيف في المكان) معروضة في أتلانتا.

التنظيف في المكان (CIP)هي طريقة لتنظيف الأسطح الداخلية للأنابيب والأوعية ومعدات المعالجة والمرشحات والتركيبات المرتبطة دون تفكيكها.
وقد كانت الأنظمة المغلقة تنظف يدويًا بعد تفكيكها وذلك حتى خمسينيات القرن العشرين. وظهر نظام التنظيف في المكان كنعمة للصناعات التي تحتاج إلى تنظيف داخلي متكرر لمعداتها. والصناعات التي تعتمد بشكل كبير على نظام التنظيف في المكان هي التي تتطلب مستويات عالية من النظافة مثل: صناعة الألبان والمشروبات والتخمير وتصنيع الأغذية التصنيع الأغذية المعلبة والأدوية و مستحضرات التجميل.
ومن مزايا نظام التنظيف في المكان السرعة وتوفير الأيدي العاملة والقابلية للتكرار وتقليل خطورة تعرض العاملين للمواد الكيميائية. وقد بدأت تقنية التنظيف في المكان بصورة يدوية حيث كانت تضم خزان اتزان ومضخة طرد مركزي إضافة إلى الاتصال بالنظام الجاري تنظيفه. ومنذ خمسينيات القرن العشرين، تطور التنظيف الآلي ليتضمن أنظمة تعمل بشكل أوتوماتيكي بالكامل مع أجهزة تحكم منطقية مبرمجة وخزانات اتزان متعددة وأنظمة استشعار وصمامات ومبادلات حرارية وأنظمة للحصول على البيانات وأنظمة رش رذاذ مصممة خصيصًا. ومع ذلك، يمكننا العثور على أنظمة بسيطة ويدوية للتنظيف في المكان مُستخدمة حتى اليوم.
وبناء على حمولة التربة والمعالجة الهندسية، فإن تصميم نظام التنظيف في المكان يعمل من خلال أحد المبادئ التالية:
- إطلاق محلول مضطرب ومتدفق بمعدل كبير لإحداث تنظيف جيد (يُستخدم في دوائر الأنابيب وبعض المعدات المسدودة).
- إطلاق محلول يعمل كرشاش منخفض الطاقة ليجفف السطح بالكامل (ويستخدم للأوعية المتسخة قليلا حيث تُستخدم الكرة الرشاشة الثابتة).
- استخدام رشاش ارتطام ذي طاقة عالية (يُستخدم للأوعية المتسخة بشكل كبير أو الأوعية ذات القطر الكبير حيث يُستخدم جهاز رشاش متحرك).

وغالبًا ما تستخدم في هذه الحالات درجات الحرارة المرتفعة ومواد التنظيف الكيميائية لزيادة فاعلية التنظيف.

## التنظيف في المكان ومنابع المياه الجوفية
طُور في الأساس لتنظيف الأنظمة المغلقة على النحو المبين أعلاه، واُستخدم نظام التنظيف في المكان مؤخرًا وبكثرة في آبار منابع الماء الجوفي المخصصة للاستخدامات النهائية الراقية مثل المياه المعدنية الطبيعية ومياه الينابيع وإنتاج الأغذية والمشروبات الغازية.
وتتعرض الآبار المفتوحة للهواء الطلق للعديد من المشاكل الكيميائية والمشاكل المتعلقة بالكائنات الدقيقة، لذا فإن ينابيع المياه المخصصة للاستخدام النهائي الراقي غالبا ما تُغلق في السطح (أجهزة التحكم في ضخ المياه). يُوضع مرشح هواء في أجهزة التحكم في ضخ المياه ليسمح للبئر بسحب الهواء والبخر عندما ترتفع وتنخفض مستويات المياه بسرعة ( والذي عادة ما يكون نتيجة لفتح المضخة وغلقها) دون جذب الجسيمات المحمولة جوًا أو الملوثات الأخرى (الجراثيم والعفن والفطريات والبكتيريا وما إلى ذلك).
إضافة إلى أنه يمكن إنشاء أنظمة تنظيف في المكان في مراكز التحكم الرئيسة لتسمح بإدخال محاليل التنظيف (مثل تحت كلوريت الصوديوم أو المنظفات الأخرى) وعملية إعادة التوزيع التالية لخليط هذه المواد الكيميائية والمياه الجوفية. وتعمل هذه العملية على تنظيف البئر من الداخل وتنظيف المعدات دون الحاجة لعمل تفكيك وصيانة.

## وصلات خارجية
- Clean-in-place in pictures and diagrams